# Grijskeelbladkrabber
De grijskeelbladkrabber (Sclerurus albigularis) is een zangvogel uit de familie Furnariidae (ovenvogels).

## Verspreiding en leefgebied
Deze soort komt voor van Costa Rica tot het noorden en westen van Zuid-Amerika en telt zeven ondersoorten:
- S. a. canigularis: Costa Rica en westelijk Panama.
- S. a. propinquus: het Santa Martagebergte in noordoostelijk Colombia.
- S. a. albigularis: oostelijk Colombia, noordelijk Venezuela en Trinidad en Tobago.
- S. a. kunanensis: Serranía del Perijá
- S. a. zamorae: oostelijk Ecuador en centraal Peru.
- S. a. albicollis: zuidoostelijk Peru en noordelijk Bolivia.
- S. a. kempffi: noordoostelijk Bolivia.

## Status
De grootte van de populatie is niet gekwantificeerd maar de soort wordt omschreven als schaars tot plaatselijk vrij algemeen. Op de Rode lijst van de IUCN heeft deze soort de status niet bedreigd.